# Nazija
Nazija è una cittadina della Russia europea nordoccidentale, situata nella oblast' di Leningrado (rajon Kirovskij).
Si trova nella parte centrale della oblast', un'ottantina di chilometri ad est di San Pietroburgo e non lontano dalla sponda meridionale del lago Ladoga.